# Torps tingslag
Torps tingslag var ett tingslag i Västernorrlands län vars område låg i den inre delen av landskapet Medelpad i nuvarande Ånge kommun. Arealen omfattade knappt 3 206 km². 
Torps tingslag verksamhet överfördes 1914 till Medelpads västra domsagas tingslag.
Tingslaget hörde till 1879 till Medelpads domsaga och därefter till Medelpads västra domsaga.

## Socknar
Torps tingslag omfattade tre socknar.
- Borgsjö
- Torp
- Haverö (före 1891 låg del av socknen i Jämtlands län och Bergs tingslag)